# Gegroefd ballonkopje
Het gegroefd ballonkopje (Parapelecopsis nemoralis) is een spinnensoort in de taxonomische indeling van de hangmatspinnen (Linyphiidae).
Het dier behoort tot het geslacht Parapelecopsis. De wetenschappelijke naam van de soort werd voor het eerst geldig gepubliceerd in 1841 door John Blackwall.